# PWI Rookie of the Year
De PWI Rookie of the Year Award wordt jaarlijks uitgereikt door de professioneel worstelmagazine Pro Wrestling Illustrated. De PWI-lezers nomineren rookies die actief zijn in de worstelwereld.

## Winnaars en ereplaatsen
| Jaar | Winnaar                    | Eerste ereplaats     | Tweede ereplaats             | Derde ereplaats    |
| ---- | -------------------------- | -------------------- | ---------------------------- | ------------------ |
| 1972 | Mike Graham                |                      |                              |                    |
| 1973 | Bob Orton Jr. / Tony Garea |                      |                              |                    |
| 1974 | Larry Zbyszko              |                      |                              |                    |
| 1975 | Ric Flair                  |                      |                              |                    |
| 1976 | Bob Backlund               | Chavo Guerrero       | Steve Keirn                  | Johnny Rivera      |
| 1977 | Ricky Steamboat            | Jimmy Snuka          | Big John Studd               | Skip Young         |
| 1978 | Tommy Rich                 | Jay Youngblood       | David Von Erich              | Tully Blanchard    |
| 1979 | Sweet Brown Sugar          | Steve Travis         | Bryan St. John               | Eddie Gilbert      |
| 1980 | Terry Taylor               | Barry Windham        | Rick McGraw                  | Tom Prichard       |
| 1981 | David Sammartino           | Brad Rheingans       | Curt Hennig                  | Ron Richie         |
| 1982 | Brad Armstrong             | Tiger Mask           | Mike Rotunda                 | Kamala             |
| 1983 | Angelo Mosca Jr.           | King Kong Bundy      | Scott Armstrong              | Arn Anderson       |
| 1984 | Mike Von Erich             | Nikita Koloff        | Krusher Khruschev            | Kevin Kelly        |
| 1985 | Nord the Barbarian         | Kendall Windham      | Dan Spivey                   | Sam Houston        |
| 1986 | Lex Luger                  | Bam Bam Bigelow      | Sting                        | Tom Magee          |
| 1987 | Owen Hart                  | Big Bubba Rogers     | Shane Douglas                | Doug Furnas        |
| 1988 | Madusa Miceli              | Chris Benoit         | Maxx Payne                   | Scott Steiner      |
| 1989 | The Destruction Crew       | Dustin Rhodes        | Scotty the Body              | Johnathan Holliday |
| 1990 | Steve Austin               | El Gigante           | Brad Anderson                | Chris Chavis       |
| 1991 | Johnny B. Badd             | The Patriot          | Terri Power                  | The Lightning Kid  |
| 1992 | Erik Watts                 | Diamond Dallas Page  | Vladimir Koloff              | Chaz               |
| 1993 | Vampire Warrior            | Robbie Eagle         | Kent en Keith Cole           | The Headhunters    |
| 1994 | 911                        | Bob Holly            | Abbudah Singh                | Mikey Whipwreck    |
| 1995 | Alex Wright                | Craig Pittman        | Lawrence Taylor              | Madd Maxxine       |
| 1996 | The Giant                  | Steve McMichael      | Rocky Maivia                 | Joe Gomez          |
| 1997 | Prince Iaukea              | Ernest Miller        | Chris Chetti                 | Brakkus            |
| 1998 | Goldberg                   | Sable                | Droz                         | Mark Henry         |
| 1999 | Shane McMahon              | Evan Karagias        | Vince McMahon                | Lash LeRoux        |
| 2000 | Kurt Angle                 | Lita                 | Mark Jindrak en Sean O'Haire | Chuck Palumbo      |
| 2001 | Randy Orton                | Brock Lesnar         | K-Kwik                       | The Prototype      |
| 2002 | Maven                      | Christopher Nowinski | Nidia                        | Taylor Matheny     |
| 2003 | Zach Gowen                 | Sylvain Grenier      | Trinity                      | Matt Morgan        |
| 2004 | Monty Brown                | Petey Williams       | Johnny Nitro                 | Matt Cappotelli    |
| 2005 | Bobby Lashley              | Christy Hemme        | Mikey Batts                  | Ken Doane          |
| 2006 | The Boogeyman              | Charles Evans        | Akebono                      | Cody Runnels       |
| 2007 | Hornswoggle                | Ted DiBiase Jr.      | Pelle Primeau                | Mike DiBiase       |
| 2008 | Joe Hennig                 | Brett DiBiase        | Ricky Steamboat Jr.          | Ryan McBride       |
| 2009 | Matt Sydal                 | Jesse Neal           | Brittney Savage              | J.T. Flash         |
| 2010 | David Otunga               | Tamina               | Percy Watson                 | Corey Hollis       |
| 2011 | Ace Hawkins                | Nick Madrid          | Leakee                       | Briley Pierce      |
| 2012 | Veda Scott                 | The Big O            | Jason Jordan                 | Bambi Hall         |